# El paciente (serie de televisión)
El paciente (original en inglés: The Patient) es una serie de televisión web de suspenso psicológico estadounidense, creada por Joel Fields y Joe Weisberg para FX on Hulu. La serie consta de diez episodios y se estrenó el 30 de agosto de 2022.

## Sinopsis
El paciente sigue a Alan Strauss, un terapeuta prisionero de un paciente que se revela como un asesino en serie. Sam tiene una demanda terapéutica
inusual para Alan: frenar sus impulsos homicidas. Para sobrevivir, Alan debe relajar la mente trastornada de Sam y evitar que vuelva a matar... pero Sam se niega a abordar temas críticos. En el transcurso de su encarcelamiento, Alan descubre no solo cuán profunda es la compulsión de Sam, sino también cuánto trabajo tiene que hacer para reparar la brecha en su propia familia. Con el tiempo agotándose, Alan lucha desesperadamente para detener a Sam antes de que Alan se convierta en cómplice de los asesinatos de Sam o, peor aún, se convierta él mismo en un objetivo.

## Elenco y personajes

### Principales
- Steve Carell como Alan Strauss: un terapeuta de luto por la reciente muerte de su esposa.[1]
- Domhnall Gleeson como Sam Fortner: un asesino en serie y nuevo paciente de Alan.[1]

### Recurrentes
- Andrew Leeds como Ezra Strauss: el hijo separado de Alan y Beth.[1]
- Laura Niemi como Beth Strauss: la recientemente fallecida esposa de Alan.[1]
- Linda Emond como Candace Fortner: la madre de Sam.[1]
- David Alan Grier como Charlie Addison: el antiguo terapeuta de Alan.[1]
- Alex Rich

## Episodios
| N.º | Título                    | Dirigido por          | Escrito por                | Fecha de emisión original | Código de prod. |
| --- | ------------------------- | --------------------- | -------------------------- | ------------------------- | --------------- |
| 1   | «Intake»                  | Chris Long            | Joel Fields & Joe Weisberg | 30 de agosto de 2022      | XTPV1001        |
| 2   | «Alan Learns to Meditate» | Chris Long            | Joel Fields & Joe Weisberg | 30 de agosto de 2022      | XTPV1002        |
| 3   | «Issues»                  | Kevin Bray            | Joel Fields & Joe Weisberg | 6 de septiembre de 2022   | XTPV1003        |
| 4   | «Company»                 | Kevin Bray            | Joel Fields & Joe Weisberg | 13 de septiembre de 2022  | XTPV1004        |
| 5   | «Pastitsio»               | Kevin Bray            | Joel Fields & Joe Weisberg | 20 de septiembre de 2022  | —               |
| 6   | «Charlie»                 | Gwyneth Horder-Payton | Joel Fields & Joe Weisberg | 27 de septiembre de 2022  | —               |
| 7   | «Kaddish»                 | Gwyneth Horder-Payton | Joel Fields & Joe Weisberg | 4 de octubre de 2022      | —               |
| 8   | «Ezra»                    | Chris Long            | Joel Fields & Joe Weisberg | 11 de octubre de 2022     | —               |

## Producción

### Desarrollo
En octubre de 2021, FX ordenó la producción de la serie para una temporada con 10 episodios. Steve Carell protagonizará y será productor ejecutivo para la serie. Joel Fields, Joe Weisberg, Caroline Moore y Victor Hsu también son productores ejecutivos. Fields y Weisberg también actúan como guionistas y creadores de la serie. En enero de 2022, se anunció que Chris Long sería el director de los dos primeros episodios y productor ejecutivo de la serie.

### Casting
Junto con el anuncio de la serie, se anunció que Steve Carell se unió al elenco principal. En enero de 2022, se anunció que Domhnall Gleeson se unió al elenco principal, mientras que Linda Emond, Laura Niemi, y Andrew Leeds se unieron al elenco recurrente de la serie. En febrero de 2022, Alex Rich y David Alan Grier se unieron al elenco recurrente de la serie.

### Rodaje
El rodaje comenzó a mediados de enero de 2022 en Los Ángeles.

## Lanzamiento
The Patient fue estrenada el 30 de agosto de 2022 en el servicio de streaming Hulu, con una primera temporada de diez episodios, lanzando sus dos primeros capítulos ese mismo día, mientras que el resto semanalmente. En Canadá, Australia y Nueva Zelanda se estrenó también el mismo día en Disney+ Star como un Star Original. En Latinoamérica y en otras regiones internacionales se irá lanzando a finales de 2022 en Star+ y Disney+ respectivamente.

## Recepción

### Respuesta crítica
El sitio web del agregador de reseñas Rotten Tomatoes tiene un índice de aprobación del 86%, basándose en 42 reseñas con una calificación media de 7/10. El consenso crítico dice: «Aunque The Patient puede poner a prueba la paciencia del espectador extendiendo en exceso su concepción asesina, el trabajo de Domhnall Gleeson y Steve Carell, posiblemente el mejor de su carrera, hace que merezca la pena escuchar esta sesión de terapia». En Metacritic, tiene una puntuación media ponderada de 73 de 100, basada en 27 reseñas, indicando «reseñas generalmente favorables».